# David
För andra betydelser, se David (olika betydelser).

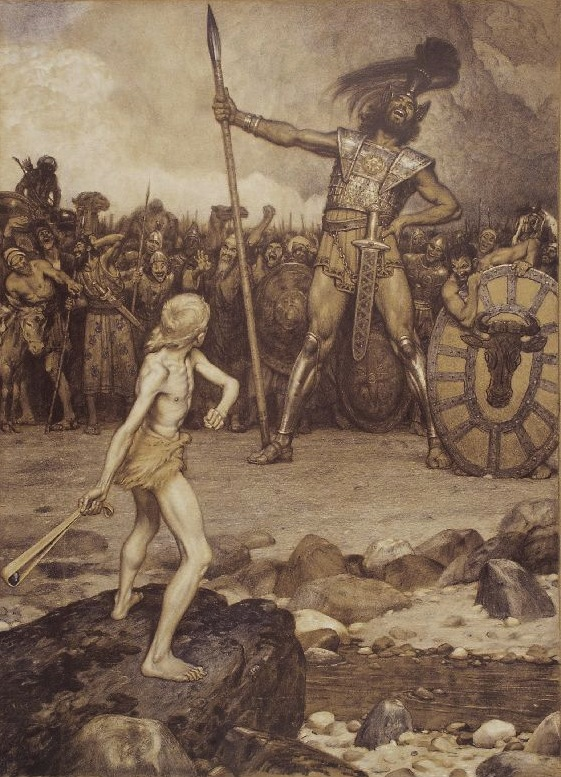
Davids strid mot Goliat.

David är ett mansnamn av bibliskt ursprung och betyder 'den älskade' (hebreiska דָּוִד Dawid). Namnet kan även stavas Dawid.
Namnet började stiga i popularitet på 1970-talet och var något av ett modenamn på 1980-talet. Numera ligger namnet ganska stabilt kring plats 25 på listan. Den 31 december 2010 fanns det totalt 51 515 personer i Sverige med namnet David eller Dawid, varav 30 721 med det som tilltalsnamn. År 2003 fick 1 013 pojkar namnet, varav 614 fick det som tilltalsnamn.
Namnsdag i Sverige: 25 juni. I den finlandssvenska namnsdagslängden har David namnsdag 30 december sedan starten 1929, då en egen namnsdagskalender togs i bruk för finlandssvenskar.

## Personer med efternamnet David
- Alexandra David-Néel (1868–1969), belgisk-fransk äventyrare och författare
- Anne-Marie David (född 1952), fransk sångerska
- Armand David (1826–1900), fransk franciskanmunk och naturforskare
- Christian David (1692–1751), tysk (mährisk) herrnhutisk missionär
- Christian Georg Nathan David (1793–1874), dansk statsman och nationalekonom
- Craig David (född 1981), brittisk sångare
- Edgeworth David (1858–1934), walesisk-australisk geolog
- Eduard David (1863–1930), tysk politiker
- Elizabeth David (1913–1992), brittisk författare av kokböcker
- F.R. David (född 1947), tunisisk framskspråkig sångare
- Félicien David (1810–1876), fransk kompositör
- Ferdinand David (1810–1873), tysk violinist och violinpedagog
- Fernand David (1869–1935), fransk politiker
- Franck David  (född 1970), amerikansk seglare
- Gerard David  (omkring 1460–1528), nederländsk konstnär
- Hal David  (1921–2012), amerikansk text- och sångtextförfattare
- Ibolya Dávid  (född 1954), ungersk politiker
- Jacques-Louis David (1748–1825), fransk konstnär
- Jan Baptist David (1801–1866), belgisk filolog och politiker
- Jérôme David  (1823–1882), fransk baron och politiker
- Joanna David  (född 1947), brittisk skådespelare
- Johann Nepomuk David (1895–1977), österrikisk kompositör
- Julienne David (1773–1843), fransk kapare
- Karen David (född 1979), engelsk skådespelare och singer/sonqwriter
- Keith David (född 1956), amerikansk skådespealare och röstskådespelare
- Larry David (född 1947), amerikansk komiker, skådespelare, regissör och manusförfattare
- Marie David (1865–1897), dansk litterär förebild
- Nicol David (född 1983), malaysisk squashspelare
- Pascal David (1850–1908), elsassisk politiker
- Paulo David (född 1959)), portugisisk arkitekt
- Pierre David (omkring 1694–1788), fransk-svensk ornamentbildhuggare
- René David (1906–1990), fransk rättsvetenskapsman
- Wayne David (född 1967),walesisk politiker

## Personer med förnamnet David

### Utan efternamn
- Kung David, kung av Israel
- David av Menevia, Wales skyddshelgon
- David av Munktorp, svenskt helgon
- David I av Skottland, skotsk kung
- David II av Skottland, skotsk kung
- David (upprorsledare), upprorsledare i Finland på 1400-talet

### Med efternamn
- David D. Aitken, amerikansk politiker
- David Attenborough, brittisk zoolog, författare och TV-programledare
- David Batra, svensk komiker
- David Beatty, brittisk amiral
- David Beckham, engelsk fotbollsspelare
- David Ben-Gurion, israelisk politiker, premiärminister 1948–1953
- David Bergström, svensk politiker och publicist, statsråd
- David Bowie, brittisk sångare, musiker, multiinstrumentalist, låtskrivare och skådespelare
- David Burghley, brittisk friidrottare och politiker
- David Cameron, brittisk politiker, premiärminister 2010–2016
- David Cicilline, amerikansk politiker
- David Coulthard, skotsk racerförare
- David Crosby, amerikansk sångare, gitarrist och kompositör
- David B. Culberson, amerikansk politiker
- David Dencik, dansk-svensk skådespelare
- David Duchovny, amerikansk skådespelare
- David Klöcker Ehrenstrahl, konstnär och adelsman
- David Fincher, amerikansk filmregissör
- David Fiuczynski, amerikansk musiker
- David Frost, brittisk journalist
- David Gilmour, engelsk gitarrist
- David Ginola, fransk fotbollsspelare
- David Goodall, brittisk-australisk botaniker och ekolog
- Dave Grohl, amerikansk sångare och gitarrist
- David Hall, svensk politiker (S), statsråd
- David Hall (Delawarepolitiker), amerikansk politiker
- David Hall (Oklahomapolitiker), amerikansk politiker
- David Harlock, kanadensisk ishockeyspelare
- David Hasselhoff, amerikansk TV-skådespelare
- David Hedison, amerikansk skådespelare
- David Hellenius, svensk komiker och programledare i TV
- David Hemery, brittisk friidrottare
- David Hume, skotsk nationalekonom och filosof
- David Håkansson, svensk språkvetare och ledamot av Svenska Akademien
- David H. Ingvar, svensk neurolog
- David Johansson, svensk skidåkare, Vasaloppsvinnare 1961
- David Koresh, amerikansk sektledare
- David von Krafft, svensk konstnär
- David Lagercrantz, svensk journalist och författare
- David Lega, svensk politiker
- David Letterman, amerikansk TV-programledare
- David Lindgren, svensk sångare
- David Lindquist, svensk biskop
- David Kellogg Lewis, amerikansk filosof
- David Lidholm, svensk fotbollsspelare
- David Lloyd George, brittisk politiker, premiärminister 1916–1922
- David Lynch, amerikansk filmregissör
- David Miliband, brittisk politiker, utrikesminister 2007–2010
- David Miscavige, amerikansk religiös profil, ledare för scientologikyrkan
- David Murray, engelsk gitarrist
- David Mustaine, amerikansk sångare och gitarrist
- David Ojstrach, rysk violinist
- David D. Pearce, amerikansk diplomat
- Sven-David Sandström, svensk tonsättare
- David R. Scott, amerikansk astronaut
- David Rautio, svensk hockeymålvakt
- David Seaman, engelsk fotbollsmålvakt
- David Silva, spansk fotbollsspelare
- David Spade, amerikansk skådespelare
- David Sprengel, svensk litteratör, översättare och kritiker
- David Stockman, svensk operasångare, målare och skulptör
- David Storl, tysk friidrottare
- David Sundin, svensk programledare
- David Tennant, skotsk skådespelare
- David Tetteh, kirgizisk fotbollsspelare
- David Teymur, svensk MMA-utövare
- David Trezeguet, fransk fotbollsspelare
- David Tukiçi, albansk sångare
- David Valadao, amerikansk politiker
- David Villa, spansk fotbollsspelare
- David Wiman, svensk gymnast, OS-guld 1912
- Carl David af Wirsén, svensk poet, ledamot av Svenska Akademien

### Fiktiva personer med namnet David som förnamn
- David Banner, huvudperson i Hulken